# إليس ويلسون
إليس ويلسون (بالإنجليزية: Ellis Wilson)‏ هو رسام أمريكي، ولد في 20 أبريل 1899 في مايفيلد في الولايات المتحدة، وتوفي في 1977 في نيويورك في الولايات المتحدة.